# Box-office Italie 1945
Cet article traite du box-office de l'année 1945 en Italie.

## Les 10 premiers
Les films sont classés selon les recettes réelles de la Société italienne des auteurs et éditeurs (SIAE, Società Italiana degli Autori ed Editori), fournies par les volumes Platea in piedi exprimées en lires italiennes,. Lorsque les données SIAE pour le nombre d'entrées ne sont pas disponibles, les recettes réelles ont été divisées par le prix moyen du billet estimé à 33 lires en 1945.
Étant donné la période d'après-guerre et le pays à reconstruire, la SIAE a probablement arrondi les données. Certains films sont datés par d'autres sources de l'année suivante, par manque de données d'une date de sortie précise ; les films avaient à l'époque une exploitation en salle qui pouvait s'échelonner sur des années.
| Rang | Titre                       | Pays                | Réalisateur              | Recettes Italie (lires) | Entrées Italie |
| ---- | --------------------------- | ------------------- | ------------------------ | ----------------------- | -------------- |
| 1    | Rome, ville ouverte         | Drapeau de l'Italie | Roberto Rossellini       | 125 000 000             | 3 787 878      |
| 2    | Partenza ore sette          | Drapeau de l'Italie | Mario Mattoli            | 99 000 000              | 3 000 000      |
| 3    | La vie recommence           | Drapeau de l'Italie | Mario Mattoli            | 90 600 000              | 2 745 455      |
| 4    | Deux Lettres anonymes       | Drapeau de l'Italie | Mario Camerini           | 90 000 000              | 2 727 273      |
| 5    | O sole mio                  | Drapeau de l'Italie | Giacomo Gentilomo        | 90 000 000              | 2 727 273      |
| 6    | Le Forgeron de la Cour-Dieu | Drapeau de l'Italie | Max Calandri (it)        | 83 750 000              | 2 537 879      |
| 7    | Le Barbier de Séville       | Drapeau de l'Italie | Mario Costa              | 63 000 000              | 1 909 091      |
| 8    | Torna a Sorrento            | Drapeau de l'Italie | Carlo Ludovico Bragaglia | 63 000 000              | 1 909 091      |
| 9    | Un Américain en vacances    | Drapeau de l'Italie | Luigi Zampa              | 60 000 000              | 1 818 182      |
| 10   | Au diable la misère         | Drapeau de l'Italie | Gennaro Righelli         | 55 550 000              | 1 683 333      |